# Chó núi Entlebucher

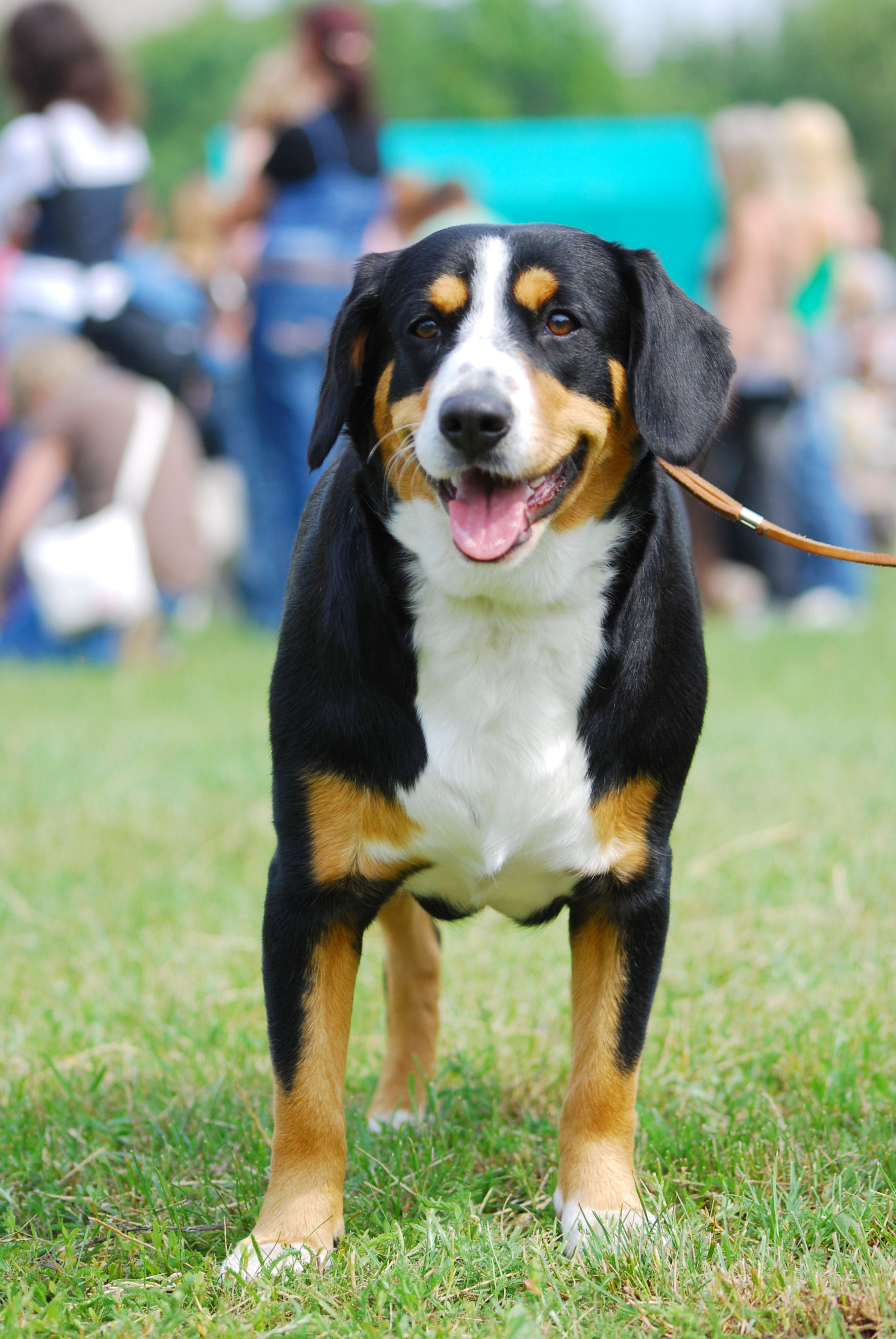
Chó núi Entlebucher

Chó núi Entlebucher (Entlebucher Mountain Dog) hay còn gọi là chó chăn gia súc Entlebucher là một giống chó chăn gia súc có nguồn gốc từ Thụy Sĩ. Chúng là một trong bốn giống chó tam thể (tam sắc) của Thụy Sĩ (Sennenhund). Chúng thường được sử dụng làm chó canh gác, bảo vệ, kéo xe và trong các nông trại. Ngày nay, chúng được dùng để làm nhiều công việc khác nhau cũng như một số được sử dụng làm chó nuôi trong gia đình.
Chúng là giống chó năng động, hoạt động thần kinh mạnh mẽ, tự chủ, đáng tin cậy và không sợ hãi. Rất thân thiện, gắn bó với chủ và những người trong gia đình nhưng có một chút nghi ngờ với những người lạ. Những con chó khi đã canh gác thì rất khó bị dụ dỗ. Tính khí chúng vui vẻ và có khả năng tiếp thu các bài huấn luyện. Người ta cũng không sử dụng chúng để làm chó nghiệp vụ. 

## Lịch sử
Giống chó Entlebucher là giống chó nhỏ nhất trong các giống chó vùng núi và chó chăn gia súc Thụy Sĩ. Chúng là giống chó có nguồn gốc từ vùng Entlebuch, một vùng thung lũng nằm giữa hai bang Lucerne và Bern. Trong bản mô tả đầu tiên viết năm 1889, chúng có cái tên là Entlibucherhund, nhưng khi đó, bản mô tả này không chỉ ra sự khác biệt giữa hai giống chó chăn gia súc Appenzell và giống chó Entlebuch. Năm 1913, có 04 cá thể của giống chó chăn gia súc nhỏ nhắn này với đặc điểm cộc đuôi bẩm sinh đã được giới thiệu tại cuộc thi chó tại Langenthal và được giới thiệu với Albert Heim.
Dựa trên báo cáo của các giám khảo chấm thi, giống chó này sau đó đã được ghi vào Sổ phả hệ các giống chó của Thụy Sĩ, và là giống chó thứ 4 trong các giống chó vùng núi và chó chăn gia súc. Tuy nhiên, mãi đến năm 1927, bản tiêu chuẩn đầu tiên của giống chó này mới được hoàn thành. Câu lạc bộ chó chăn gia súc Entlebuch của Thụy Sĩ được thành lập ngày 28 tháng 08 năm 1926 bởi Kobler. Và sau đó, giống chó này được quảng bá cũng như tiếp tục được bảo tồn như một giống chó thuần chủng. Tuy nhiên, giống chó này vẫn được phát triển rất chậm, thể hiện qua số lượng cá thể đăng ký trong Sổ phả hệ các giống chó của Thụy Sĩ vẫn rất ít.
Giống chó Entlebuch sau này đạt được một bước phát triển mạnh mẽ vào sau này khi người ta phát hiện ra rằng, ngoài sự năng động, sinh lực tràn trề, không hề mệt mỏi khi kéo xe, chăn gia súc, chúng còn có những khả năng kết nối để làm bạn với con người và làm thú nuôi trong gia đình. Ngày này, ở một quy mô vừa phải, giống chó ba màu hấp dẫn này đã nhận được những đánh giá cao, cũng như đã được phát triển nhất định trong việc nuôi dưỡng như nhũng chú chó trong gia đình.

## Đặc điểm
Chúng là giống chó có lông có ba màu như các giống chó vùng núi và chó chăn gia súc khác của Thụy Sĩ, có kích thước trung bình, người hơi dài một chút nhưng rất lực lưỡng, rất nhanh nhẹn và khéo léo, cảnh giác, lanh lợi, và có ngoại hình bộc lộ vẻ thân thiện. Chiều cao tới vai so với chiều dài thân là 8/10. Chiều cao tới vai của chó đực là 44–50 cm. Chiều cao tới vai của chó cái là 42–48 cm. Chiều cao trên 2 cm vẫn được châm chước.

### Phần đầu

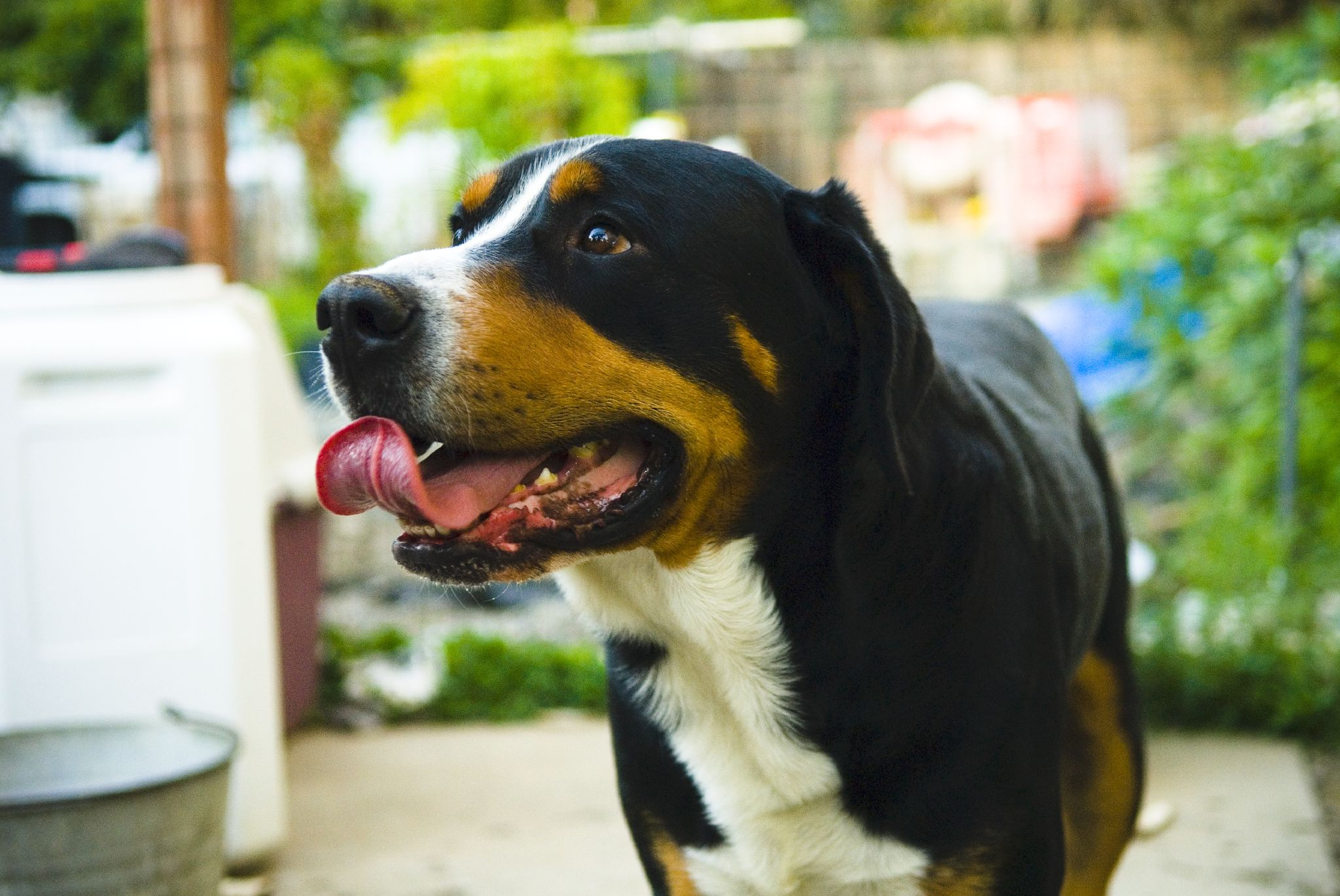
Phần đầu của một con Entlebucher Sennenhund

Chiều dài mõm với chiều dài sọ là 9/10. Cái đầu của chúng hài hòa với thân mình. Đầu hơi có hình nêm, gọn gàng. Đầu phẳng, sống mũi và trán gần như song song với nhau. Cái sọ của chúng tương đối phẳng, nở rộng giữa hai tai. Hơi nhọn về phía mõm. Đường rẽ đôi trán tương đối rõ. Xương chẩm phát triển. Điểm gấp giữa mặt và mõm gập vừa phải. Mũi màu đen. Hơi nhô ra về phía trước so với môi. Tai không quá to, nằm cao hẳn trên đầu, tai to, rộng, có hình tam giác, buông thõng, với đầu chóp tai hơi tròn. Tai dày, các sụn tai rất phát triển. Khi nghỉ ngơi, tai hạ thấp và sát với đầu. Khi bị kích thích hoặc đang hăng hái, cảnh giác, tai nhô cao hẳn lên và hướng về phía trước.
Mõm khỏe và ngắn, gọn gàng, nổi bật hẳn khỏi trán và mà. Chiều dài mõm hơi ngắn hơn chiều dài trán (tính đến xương chẩm), hơi nhọn về phía mũi nhưng không được nhọn hoắt. Sống mũi thẳng. Môi gọn gàng và khép chặt, có màu đen. Hàm răng chắc khỏe, phát triển đầy đủ, cắn hình cắt kéo rất khít. Vểt cắt kiểu càng cua cắp cũng được châm chước. Má vừa phải, nhìn thấy rõ. Mắt nhỏ, hình tròn, có màu nâu tối tới màu hạt dẻ, luôn biểu lộ sự năng động, linh hoạt và thân thiện cũng như sự cảnh giác. Mi mắt khép chặt, có màu đen. 

### Phần thân

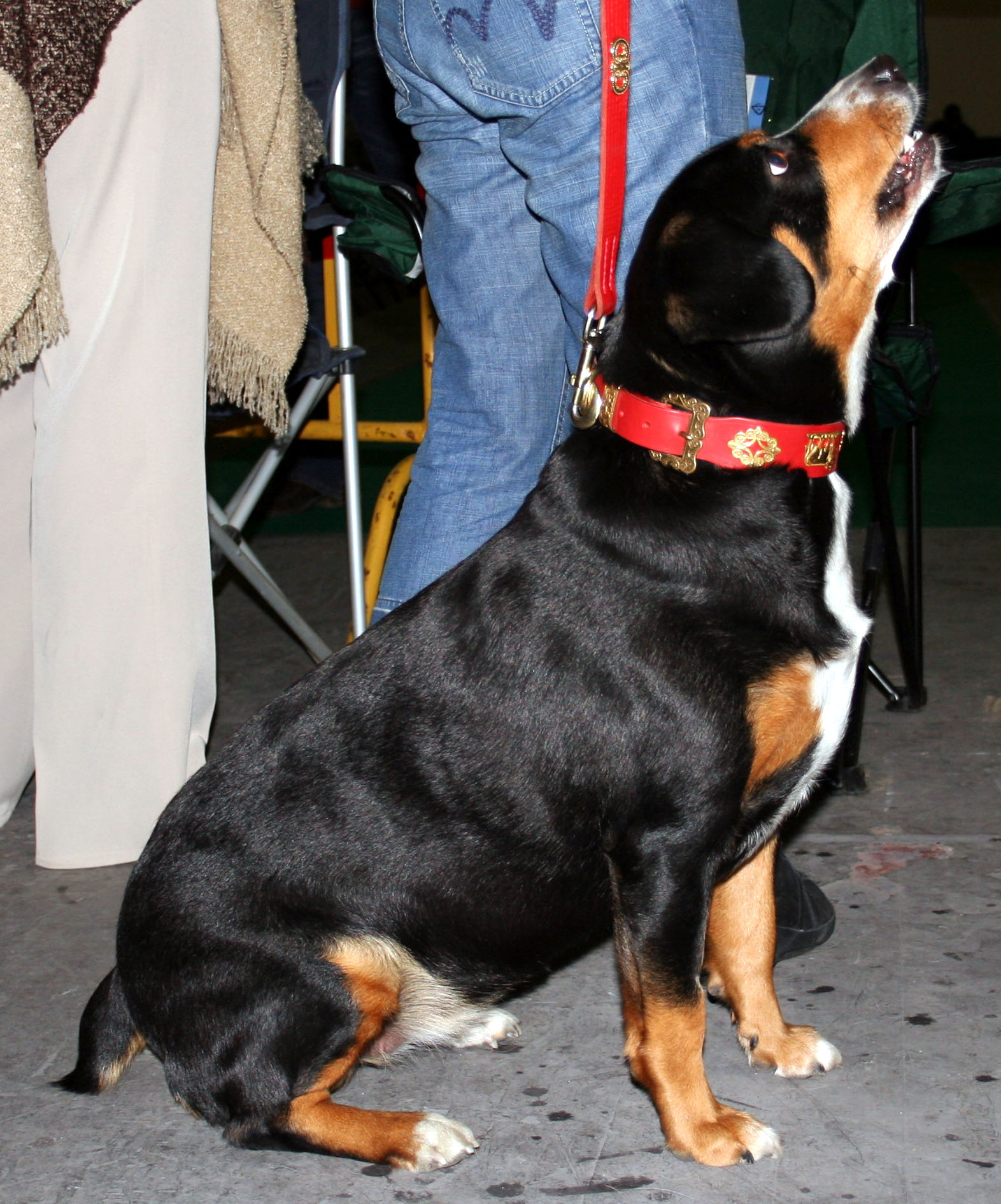
Tổng thể một con Entlebucher

Cổ chúng dài vừa phải, chắc khỏe, gọn gàng. Cổ như nối liền với thân mình một cách rất vừa vặn. Thân mình chắc chắn, mạnh mẽ, người hơi dài. Lưng dài, thẳng, chắc chắn. Hông khỏe mạnh, mềm dẻo, không quá ngắn. Mông nở vừa phải, hơi có vẻ dài ra phía sau. Ngực rộng và sâu tới khủy chân trước. Phần ức phát triển. Xương sườn cong vừa phải. Xương ức kéo dài ra phía sau. Lồng ngực hình ô van. Đường viền dưới bụng hơi thon nhẹ lên. Đuôi như một đường kéo dài rất tự nhiên của sống lưng từ điểm mông, giống chó này có con cộc đuôi bẩm sinh. Đuôi dài và đuôi cộc tự nhiên được đánh giá ngang bằng nhau.

### Tứ chi
Chân trước khỏe mạnh và lực lưỡng, nhưng không quá nặng nề. Hai chân trước không quá xa, cũng không quá gần nhau. Chân trước ngắn, vững chãi, thẳng và song song với nhau. Chân đứng rất gọn gàng, vững chãi so với thân mình. Vai lực lưỡng, xương bả vai dài, xiên và nằm sát với thân mình. Cẳng chân trên có chiều dài bằng hoặc ngắn hơn một chút so với xương bả vai. Góc giữa xương bả vai và cẳng chân trên khoảng 110 đến 120 độ. Khủy chân nằm sát người. Ống chân ngắn, chắc chắn, xương chắc khỏe, gọn gàng. Cổ chân nhìn từ bên, cổ chân hơi hướng ra phía trước. Nhìn từ đằng trước, cổ chân thẳng với ống chân. Cổ chân ngắn.
Chân sau lực lưỡng. Nhìn từ phía sau, hai chân sau thẳng, song song với nhau và không quá gần nhau. Bắp đùi khá dài, tạo thành một góc khá lớn với cẳng chân sau. Đùi rộng và khỏe mạnh. Cẳng chân sau dài ngang bằng với bắp đùi, gọn gàng. Khớp cổ chân chắc chắn, nằm tương đối thấp và tạo với cẳng chân một góc khá lớn. Cổ chân ngắn, chắc chắn, nằm thẳng và song song với nhau. Huyền đề (móng treo) bị cắt bỏ. Bàn chân tròn, các ngón chân sát nhau, cong, đệm chân thô, dày và cứng. Móng chân ngắn, cứng cáp. Bước chạy hướng nhẹ nhàng về phía trước, với lực đẩy tốt từ chân sau. Các chân chạy trên đường thẳng về phía trước cho dù nhìn từ phía trước hoặc phía sau. 

### Bộ lông

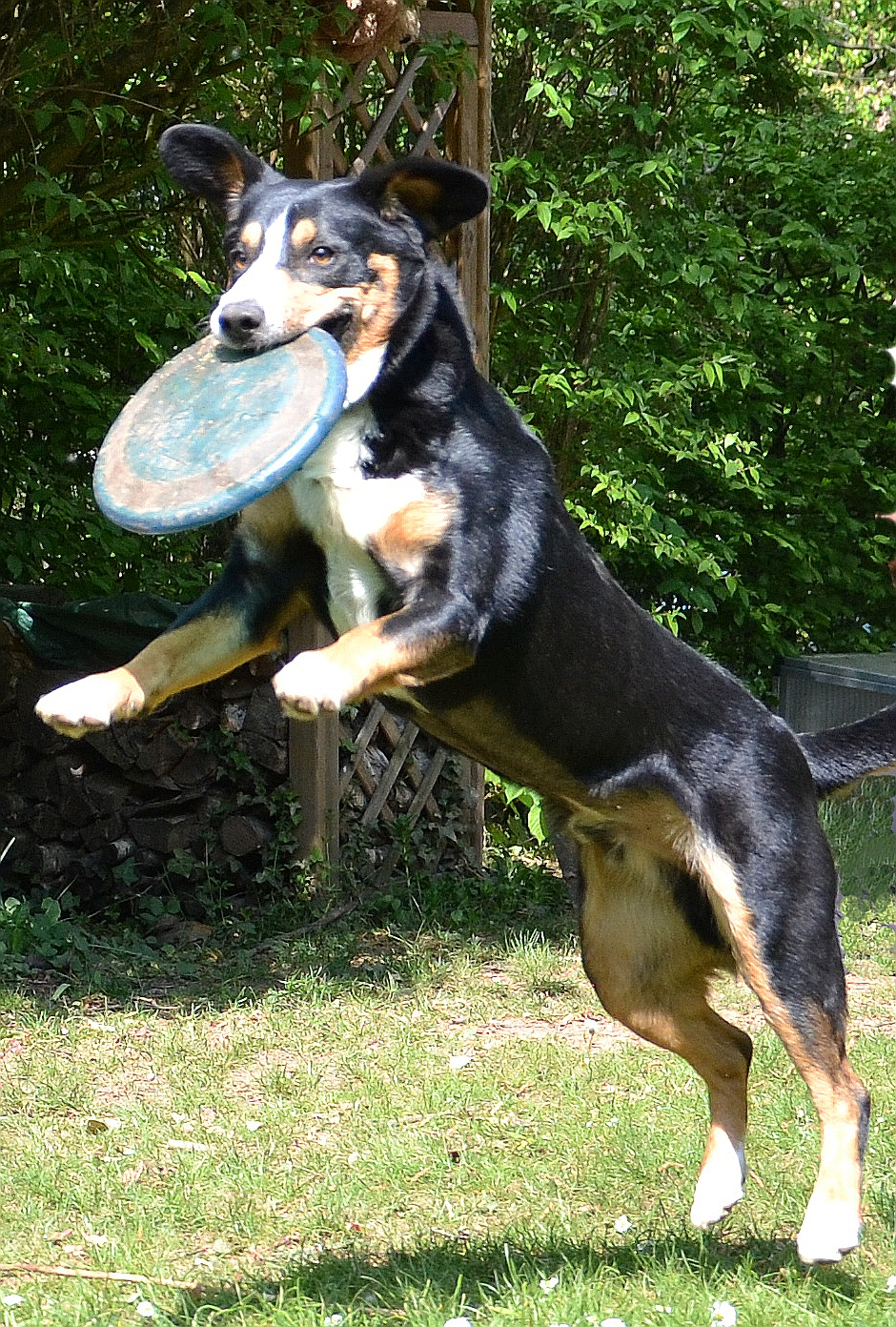
Một con chó đang bắt đĩa bay

Chúng có lông kép. Lớp lông bên ngoài ngắn, thô ráp và bóng, nằm sát người. Lớp lông bên trong dày, mịn. Lông hơi lượn sóng ở vai và lưng được châm chước, nhưng không được ưa chuộng. Có ba màu điển hình là đen vàng sậm trắng. Màu đen hoặc màu chủ đạo, làm nền cho các vệt màu vàng sậm và các sọc màu trắng nằm đối xứng. Các vệt màu vàng sậm có ở trên mắt, má, mõm, cổ họng, ngực và bốn chân. Màu vàng sậm ở chân có thể nằm ở các vị trí khác nhau giữa các mảng màu đen, nâu sẫm và trắng. Lớp lông dưới có màu xám hoặc nâu xỉn.
Màu trắng nổi bật của chúng có ở những điểm là từ một dải nhỏ, liên tục từ trên đầu đến sống mũi và có thể phủ trên một phần hoặc cả mõm. Từ cằm, chạy liên tục xuống họng và ngực, có ở bàn chân, Lông trắng ở chóp đuôi được ưa chuộng. Các điểm lông trắng không được ưa chuộng nhưng vẫn được châm chước là một dải lông trắng trên gáy (không được lớn hơn một nửa kích thước gan bàn tay, Kích thước gan bàn tay được tính bằng một hình có chiều rộng 10 cm (4inches) và dài 20 cm (8 inches), vệt màu trắng có kích thước nhỏ hơn 5 cm x 10 cm.).
Các lỗi về màu sắc như những dải lông trắng trên đầu bị ngắt quãng. Dải lông trắng trên cổ có độ rộng lớn hơn quy định. Lông trắng ở bàn chân chạm tới cổ chân (đi ủng trắng).Không có đủ lông trắng trên cả bốn chân. Lông trắng chạy thành một vòng quanh cổ (lỗi nặng). Mảng lông trắng ở ngực bị chia cắt (lỗi nặng). Chân trước: thiếu mảng màu vàng giữa hai màu đen và trắng (lỗi nặng). Không có lông trắng trên đầu, đầu toàn đen (lỗi rất nặng). Lông quá dài, mềm, không khác kiểu lông hai lớp.Các lỗi về màu lông gồm: Có nhiều hơn 3 màu trên lông hoặc màu nền không phải màu đen.

### Dị tật
Có những điểm nào khác biệt so với các điểm trên được coi là lỗi và mức độ nghiêm trọng sẽ được đánh giá trong tổng thể chung. Thiếu các đặc tính về giới tính. Tính cách không ổn định, thiếu sự linh hoạt, không lanh lợi, nhạy bén. Quá nhút nhát hoặc hung dữ. Thân mình quá dài hoặc không cân đối. Xương quá mảnh hoặc quá thô. Không đủ độ lực lưỡng. Có kích thước quá quy định, kể cả lớn hơn hoặc nhỏ hơn. Sọ tròn. Điểm gấp giữa mặt và mũi quá rõ. Mõm quá dài, quá ngắn, quá nhỏ hoặc nhọn. Sống mũi không thẳng. Môi dưới trều. Thiếu các răng khác răng tiền hàm số 1. Mắt tròn, quá lồi hoặc quá sâu. Mi mắt trùng xuống. Mắt quá cụp hoặc xếch. Mắt có màu xanh lơ hoặc màu vàng như mắt chim ưng.
Tai quá nhỏ hoặc quá nhọn, cụp hẳn xuống, nằm quá cao hoặc quá thấp. Lưng quá ngắn, võng hoặc lưng gù. Mông quá to hoặc kéo ra sau. Ngực phẳng hoặc hình thùng rượu, không nổi rõ ức. Đuôi xoắn hoặc cong đến lưng. Chân trước và chân sau không tạo đủ góc xiên. Chân trước chĩa ra ngoài hoặc vào trong. Cổ chân yếu, hoặc hạ. Cẳng chân sau không đủ cong, chân chụm kiểu chân bò, chân vòng kiềng hoặc quá sát nhau. Bàn chân dài, các ngón chân loe rộng. Chuyển động kém, như bước chạy ngắn, lập bập, chân quá sát nhau khi chạy, khi chạy chân đá lung tung. Hàm răng vẩu hoặc trễ, mõm nhăn nhúm. Đuôi vòng tròn. 